# Joaquín Samuel de Anchorena
Joaquín Samuel del Corazón de Jesús de Anchorena Riglos (* 20. August 1876 in Buenos Aires; † 19. Juli 1961 ebenda) war ein argentinischer Anwalt, Politiker und Bürgermeister der Stadt Buenos Aires. Er übte dieses Amt vom 21. Oktober 1910 bis zum 24. Oktober 1914 aus.

## Leben
Joaquín Samuel de Anchorena studierte an der Fakultät für Rechts- und Sozialwissenschaften der Universität von Buenos Aires und erhielt 1898 sein Diplom. 1900 heiratete er Sara Justa Madero Arteaga, mit der er drei Kinder hatte. Sie starb 1911 und fünf Jahre danach heiratete er María Enriqueta Salas Martínez, mit der er ebenfalls drei Kinder hatte.
Vom 11. Mai 1908 bis zum 20. Oktober 1910 saß er im Abgeordnetenhaus für die Stadt Buenos Aires.
1910, während der Präsidentschaft von Roque Sáenz Peña, wurde Anchorena Bürgermeister der Hauptstadt. In seine Amtszeit fielen die Fertigstellung des Parque Tres de Febrero und des dazugehörigen Rosengartens sowie die Eröffnung des neuen Rathauses. Außerdem wurde die erste Linie der U-Bahn von Buenos Aires eingeweiht, die heutige Linie A.
Von 1916 bis 1922 war Anchorena Präsident der Sociedad Rural Argentina. 1917 gründete er das Instituto Biológico, das sich mit Hygiene-Fragen in der Agrarindustrie befasst. Er war außerdem zweimal Präsident des Jockey Club, von 1922 bis 1923 und von 1958 bis 1959.
1961 starb Anchorena in seiner Heimatstadt. Seit 1980 veranstaltet der Jockey Club den nach ihm benannten El Gran Premio Internacional Anchorena.
| Vorgänger           | Amt                                      | Nachfolger      |
| ------------------- | ---------------------------------------- | --------------- |
| Manuel J. Güiraldes | Bürgermeister von Buenos Aires 1910–1914 | Enrique Palacio |